# 伊梅库尔
伊梅库尔（法語：Imécourt，法語發音：[imekuʁ]）是法国大東部大區阿登省的一个市镇，属于武济耶区。

## 地理
伊梅库尔（49°22'23"N, 4°58'26"E）面积8.42 平方千米，位于法国大東部大區阿登省，该省份为法国北部内陆省份，西接埃纳省，南至马恩省，东临默兹省，北与比利时接壤。
与伊梅库尔接壤的市镇（或旧市镇、城区）包括：巴永维尔、比藏西、尚皮尼厄勒、朗德尔和圣乔治、韦尔佩勒。

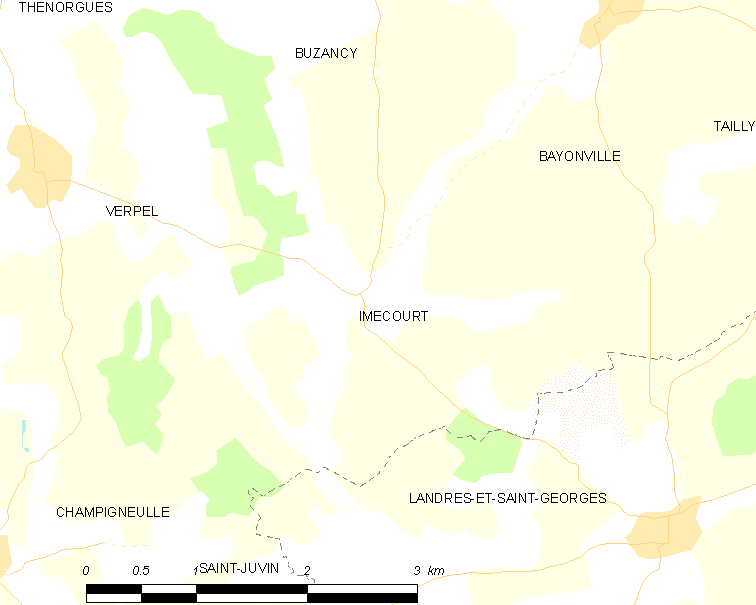
伊梅库尔的OSM定位图

伊梅库尔的时区为UTC+01:00、UTC+02:00（夏令时）。

## 行政
伊梅库尔的邮政编码为08240，INSEE市镇编码为08233。

## 政治
伊梅库尔所属的省级选区为武济耶县。

## 人口

1962-2008年间伊梅库尔人口变化图示

伊梅库尔于2022年1月1日时的人口数量为43人。